# Cholevinae
Cholevinae zijn een onderfamilie van kevers in de familie van de truffelkevers (Leiodidae).

## Taxonomie
- Tribus Anemadini Hatch, 1928
  - Subtribus Anemadina Hatch, 1928
    - Geslacht Anemadiola
    - Geslacht Anemadus
    - Geslacht Cholevodes
    - Geslacht Speonemadus

  - Subtribus Eocatopina Jeannel, 1936
  - Subtribus Eunemadina Newton, 1998
  - Subtribus Nemadina Jeannel, 1936
  - Subtribus Paracatopina Jeannel, 1936
- Tribus Cholevini Kirby, 1837
  - Subtribus Catopina Chaudoir, 1845
  - Subtribus Cholevina Kirby, 1837
- Tribus Eucatopini Jeannel, 1921
- Tribus Leptodirini Lacordaire, 1854 (1849)
  - Subtribus Anthroherponina Jeannel, 1910
  - Subtribus Bathysciina Horn, 1880
  - Subtribus Bathysciotina Guéorguiev, 1974
  - Subtribus Leptodirina Lacordaire, 1854 (1849)
  - Subtribus Pholeuina Reitter, 1886
  - Subtribus Platycholeina Horn, 1880
  - Subtribus Spelaeobatina Guéorguiev, 1974
- Tribus Oritocatopini Jeannel, 1936
- Tribus Ptomaphagini Jeannel, 1911
  - Subtribus Baryodirina Perreau, 2000
  - Subtribus Ptomaphagina Jeannel, 1911
  - Subtribus Ptomaphaginina Szymczakowski, 1964
- Tribus Sciaphyini Perreau, 2000